# Matthias Drude
Matthias Drude (* 18. Mai 1960 in Dannenberg, Niedersachsen) ist ein deutscher Komponist und Hochschullehrer.

## Leben
In einem Pfarrhaus aufgewachsen, studierte Matthias Drude Schulmusik (Klavier: Konrad Meister, Gesang: Renate Altmann) und Musiktheorie bei Diether de la Motte an der Hochschule für Musik und Theater Hannover, Geschichte an der Universität Hannover sowie Komposition bei Ulrich Leyendecker an der Hochschule für Musik und darstellende Kunst, heute: Hochschule für Musik und Theater Hamburg. Nach Lehraufträgen für Musiktheorie und Gehörbildung an der Hochschule für Musik und Theater Hannover (1984–1993) und an der Musikhochschule Lübeck (1988–1993) wurde er 1993 als Dozent für Musiktheorie an die Hochschule für Kirchenmusik Dresden der Evangelischen-Lutherischen Landeskirche Sachsens berufen und 2001 zum Professor ernannt. Er unterrichtet dort die Fächer Musiktheorie, Gehörbildung, Formenlehre, Instrumentenkunde und Partiturspiel. Zusätzlich nahm er zwischen 1995 und 2003 einen Lehrauftrag für Musiktheorie an der Hochschule für Musik Carl Maria von Weber Dresden und von 2005 bis 2009 einen Lehrauftrag für Formenlehre im Studiengang Tanzpädagogik an der Palucca Hochschule für Tanz in Dresden wahr.
Seit 2001 ist er 1. Vorsitzender des Landesverbands Sachsen im Deutschen Komponistenverband.
Zahlreiche seiner Werke werden im In- und Ausland aufgeführt. Mehrere von Drudes Werken wurden auf Tonträger (CD) eingespielt. Ebenso entstand eine Produktionsaufnahme der 2. Klaviersonate c-Moll beim Bayerischen Rundfunk mit Julius Severin, Klavier.

## Werk
Schwerpunkte seines kompositorischen Schaffens sind Kammermusik, Lieder und Kirchenmusik, darunter mehrere Oratorien:
- Weihnachtsoratorium für Sprecher, Sopran, Bariton, Chor und Orchester nach einem Text von Dietrich Mendt (1995–96), UA 1997 Dresden (Leitung: Christfried Brödel, CD-Produktion bei Dabringhaus & Grimm, Detmold).
- "Von den Mühen der Heimkehr" – Oratorium für Sprecher, Sopran, Bariton, Chor und Kammerensemble nach dem Buch Esra und einem Text von Dietrich Mendt (1998–99), UA Halle (Saale) 2000 (Leitung: Wolfgang Kupke).
- "Für Deine Ehre habe ich gekämpft, gelitten" – Stationen der Passion Jesu, Oratorium für Sprecher, Sopran, Bariton, Chor und Orchester nach einem Text von Hartwig Drude (2000), UA 2004 Dresden (Leitung: Christfried Brödel).
- "Alles, was atmet, lobe den Herrn" – ein Schöpfungsoratorium, Text: Hartwig Drude (2003–04) für Sprecher, Sopran, Bariton, Chor und Orchester, UA Dannenberg 2006 (Leitung: Evelyn Hartmann), kammermusikalische Bearbeitung für Solisten, Chor, Violine, Viola, Violoncello und Klavier 2008: UA 2010 Meldorf (Leitung: Paul Nancekievill).
- „Auf – er – stehen“, ein Osteroratorium für Sopran, Bariton, Sprecher, Chor und Orchester nach einem Text von Hartwig Drude (2009–10), UA Dannenberg 2011 (Leitung: Evelyn Hartmann).
- "Vom Geist der Vielfalt", ein Pfingstoratorium nach einem Text von Hartwig Drude (2013–2014), UA Hannover 2015 (Leitung: Stefan Vanselow)
- "Wir können mit dir unser Leben wagen", ein Passionsoratorium nach einem Text von Detlev Block (2014–2015), UA Dresden 2017 (Leitung: Markus Leidenberger).

Die in gleicher Weise von formaler Stringenz, starker Emotionalität und mitunter klanglicher Opulenz geprägte Tonsprache Drudes wurzelt wesentlich in der musikalischen Spätromantik und in der klassischen Moderne.